# Volo Olympic Airways 954
Il volo Olympic Airways 954 era un Douglas DC-6B che si schiantò contro una montagna vicino a Keratea l'8 dicembre 1969. Tutti gli 85 passeggeri e i 5 membri dell'equipaggio a bordo morirono nello schianto.

## L'aereo
Il Douglas DC-6B, con numero del produttore 45540 e numero di serie 1016, fu prodotto nel 1958 e venduto ad agosto alla compagnia aerea greca Olympic Airways, dove ricevette il codice di registrazione SX-DAE e il nome Island of Kérkyra.

## L'incidente
Il volo era un servizio passeggeri di linea nazionale da La Canea, sull'isola di Creta, ad Atene, con a bordo 90 occupanti, tra passeggeri e membri dell'equipaggio. Ad Atene imperversava un forte temporale quando l'equipaggio iniziò l'avvicinamento e informò il controllore di dover effettuare una rapida discesa. Poi, circa alle 20:45, 24 miglia a sud-est di Atene, l'aereo di linea si schiantò contro il versante meridionale del monte Pan vicino al radiofaro di Sounion e vicino alla città di Keratea. Il DC-6 andò completamente distrutto nell'impatto, e tutte le 90 persone a bordo persero la vita.
Lo schianto del volo 954 fu l'incidente aereo più mortale nella storia greca, un record mantenuto fino allo schianto del volo 522 della Helios Airways quasi trentasei anni dopo. È ancora l'incidente aereo più mortale che abbia coinvolto un Douglas DC-6, e l'incidente più mortale nella storia dell'Olympic Airways.

## La causa
L'indagine fu complicata dal fatto che l'aereo non era dotato di registratori di volo o di cabina. Sulla base del rapporto dell'equipaggio sulla discesa rapida, i rappresentanti della compagnia aerea dichiararono che la probabile causa dell'incidente era una discesa da un'altitudine sicura. L'equipaggio aveva deviato dalla rotta corretta ed era sceso al di sotto dell'altitudine minima di sicurezza durante un avvicinamento ILS probabilmente cercando di passare sotto alle nuvole quando si schiantò contro la montagna.